# Hansel y Gretel (ópera)

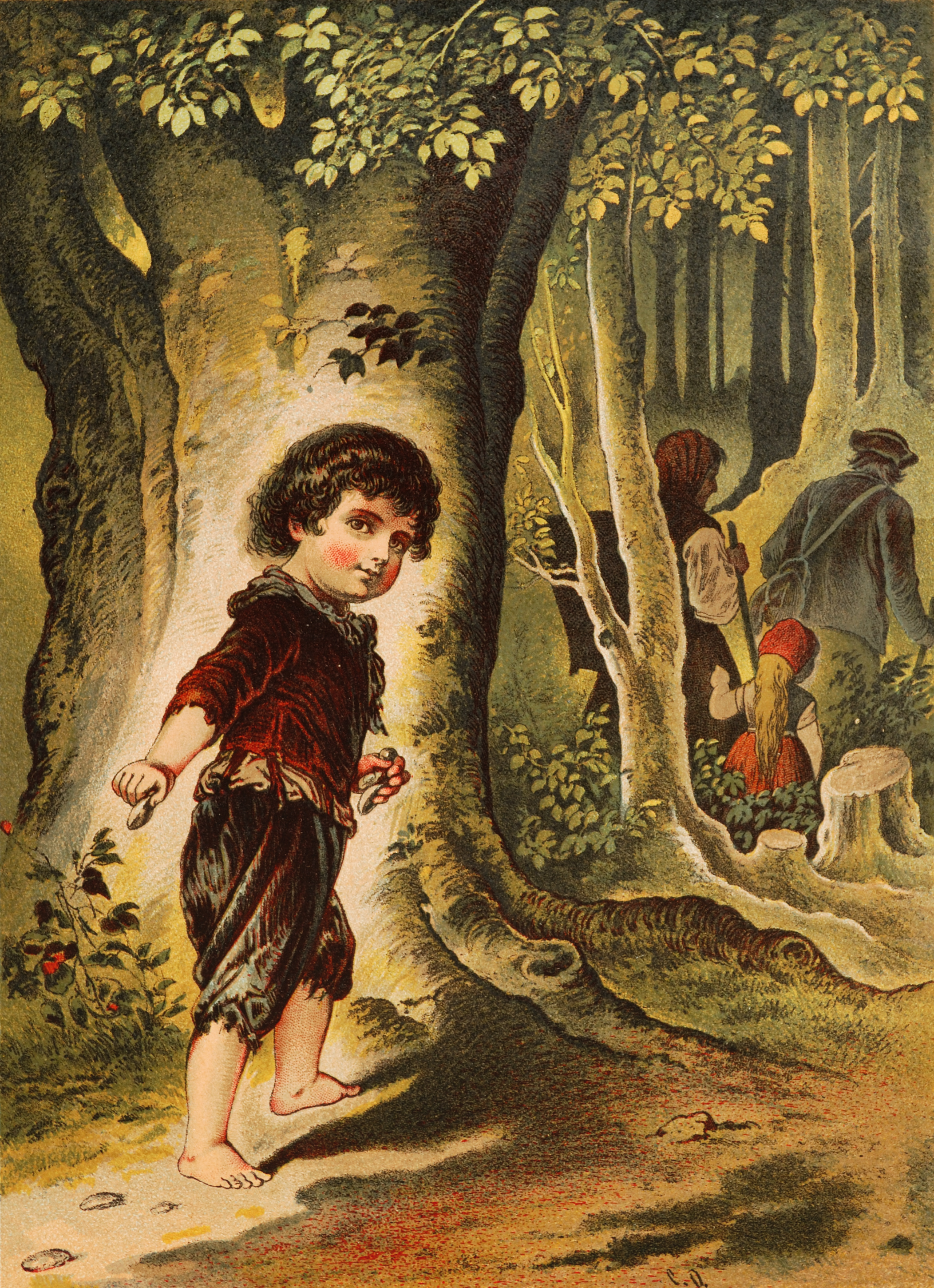
Hansel y Gretel, ilustración de Carl Offterdinger.

Hansel y Gretel (título original en alemán, Hänsel und Gretel) es una ópera en tres actos con música de Engelbert Humperdinck y libreto en alemán de Adelheide Wette, la hermana de Humperdinck, basado en el cuento homónimo de los hermanos Grimm. El compositor la catalogaba como una ópera de hadas. Es muy admirada por sus temas inspirados por la música folk, uno de los más famosos es el "Abendsegen" ("Bendición vespertina") del Acto II.

## Historia

### Composición
La idea de la ópera fue propuesta a Humperdinck por su hermana, que ya anteriormente le había pedido escribir música para canciones que ella había escrito para sus hijos en Navidad, basándose en el cuento. Después de varios cambios, los borradores y las canciones se convirtieron un singspiel y finalmente, en una ópera completa. Humperdinck compuso Hansel y Gretel en Fráncfort en 1891 y 1892.

### Representaciones
Richard Strauss dirigió la primera representación escénica en el Hoftheater de Weimar el 23 de diciembre de 1893, seguida por su estreno en Hamburgo el 25 de septiembre de 1894, dirigida por Gustav Mahler. Su primera representación fuera de Alemania tuvo lugar en Basilea, Suiza, el 16 de noviembre de 1894.
La primera representación en Inglaterra fue en Londres el 26 de diciembre de 1894, en el Teatro Daly's y su primera interpretación en los Estados Unidos fue el 8 de octubre de 1895 en Nueva York. El estreno en Australia fue el 6 de abril de 1907, en el Princess's Theatre de Melbourne.
Suele asociarse con la Navidad desde sus primeras presentaciones, y es habitualmente programada en estas fechas. En las estadísticas de Operabase aparece la n.º 14 de las cien óperas más representadas en el período 2005-2010, siendo la 1.ª en alemán y la primera de Humperdinck.
En los países de habla inglesa, Hansel y Gretel se representa sobre todo en inglés. La traducción estándar desde hace tiempo es obra de Constance Bache. En los EE. UU. la ópera se interpreta frecuentemente en una traducción de Norman Kelley escrita para la colorida y muy popular de la Metropolitan Opera del año 1967 por Nathaniel Merrill y Robert O'Hearn. Desde 2007, el Met ha interpretado la obra en una nueva producción oscuramente cómica con traducción al inglés de David Pountney que fue creada originalmente para la Ópera Nacional Inglesa.

## Personajes
| Personaje                                              | Tesitura                          | Elenco del estreno, 23 de diciembre de 1893 Director: Richard Strauss |
| ------------------------------------------------------ | --------------------------------- | --------------------------------------------------------------------- |
| Hänsel                                                 | mezzosoprano (papel con calzones) | Ida Schubert                                                          |
| Gretel                                                 | soprano                           | Marie Kayser                                                          |
| Die Knusperhexe, la bruja de la Casa de Mazapán        | mezzosoprano                      | Hermine Finck                                                         |
| Peter, padre de Hänsel y Gretel, fabricante de escobas | barítono                          | Ferdinand Wiedey                                                      |
| Gertrud, esposa de Peter                               | mezzosoprano                      | Luise Tibelti                                                         |
| El Arenero                                             | soprano                           | Frl. Hartwig                                                          |
| El Hada del rocío                                      | soprano                           | Frl. Hartwig                                                          |
| Coro de ecos                                           | tres sopranos, dos altos          |                                                                       |
| Coro de niños                                          |                                   |                                                                       |
| Ballet (14 ángeles)                                    |                                   |                                                                       |

## Argumento

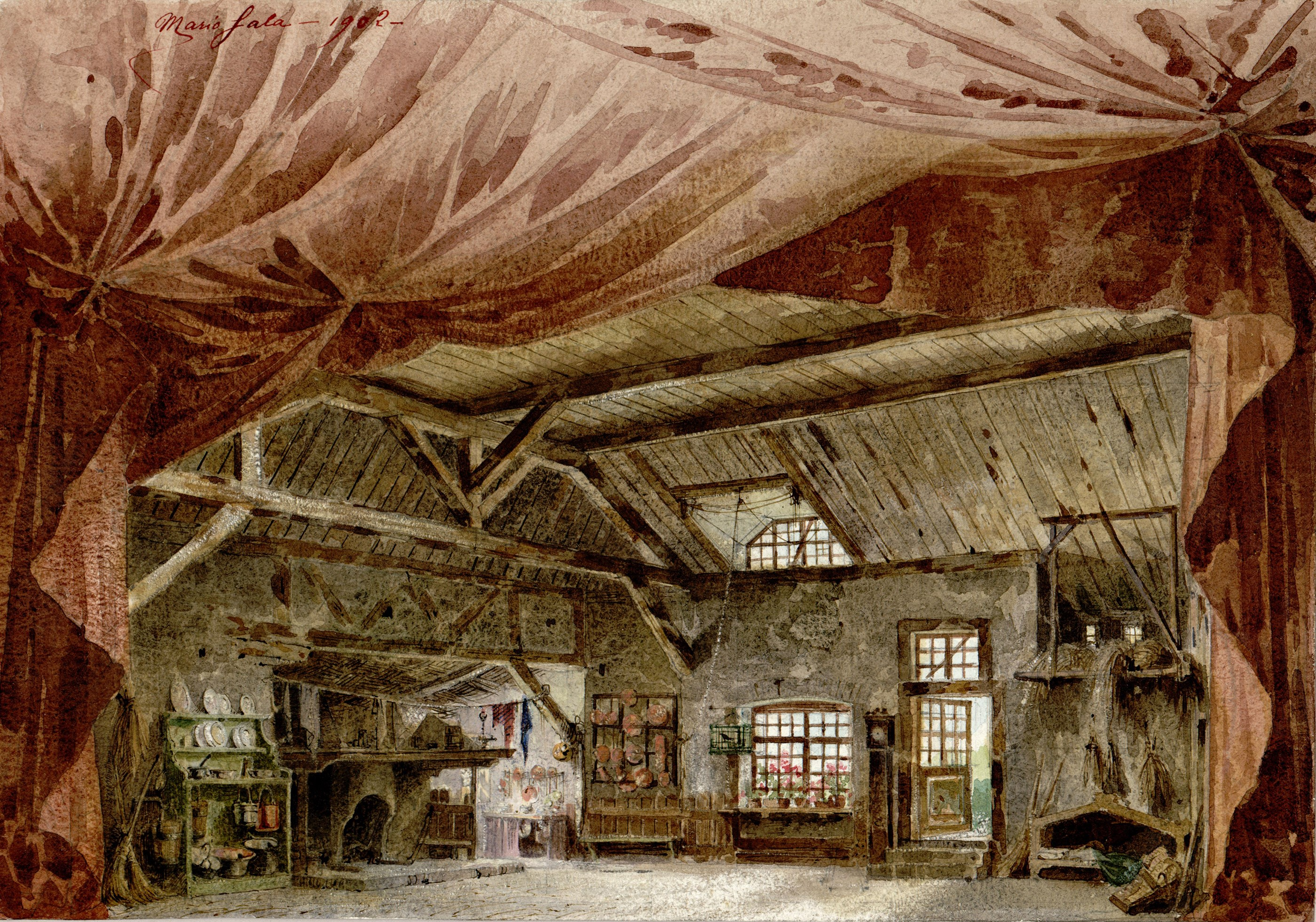
Escenografía de Mario Sala para una actuación de 1902

### Acto I
En la casa

#### Escena 1
Gretel cose una media y Hansel fabrica una escoba. Gretel canta mientras trabaja. Hansel la imita, cantando en el mismo tono una canción sobre lo hambriento que está. Él desearía que su madre volviera a casa. Gretel le dice que se tranquilice y le recuerda lo que su padre les dice siempre: "Cuando la necesidad es grande, Dios extiende su mano". Hansel se queja diciendo que las palabras no son comida, y Gretel lo anima contándole un secreto: ¡un vecino le ha dado a su madre un jarro de leche y esa noche ella les hará un postre de arroz!. Hansel, emocionado, prueba la crema sobre la leche. Gretel le regaña y le dice que debe volver a trabajar, pero Hansel le responde que no quiere trabajar, que prefiere bailar. Ella está de acuerdo y ambos comienzan a danzar.

#### Escena 2
Entra Gertrude, la madre, y se enfurece al descubrir que los niños no han trabajado. Al amenazar con castigarlos con un palo, sin querer golpea el jarro de leche y lo rompe. Luego, envía a los niños al bosque de Ilsenstein a buscar frutillas. Una vez sola, expresa su congoja por no poder alimentar a sus hijos y ruega a Dios que le ayude.

#### Escena 3
Desde lejos, el padre, Peter, canta lo hambriento que se encuentra e irrumpe en la casa vociferando y ebrio. Besa toscamente a su esposa. Cuando su esposa lo aleja recriminándole por haber bebido, él la sorprende sacando de su bolso todo un gran banquete: panceta, manteca, harina, salchichas, catorce huevos, alubias, cebollas y café. Él le explica que más allá del bosque, pronto se realizará un festival, y como todos están limpiando para prepararlo, él ha logrado vender todas sus escobas a  buen precio. En medio de su celebración, de repente, el padre se detiene y pregunta en dónde se encuentran los niños. Gertrude cambia de tema, hablando, entre risas, de la jarra rota, pero Peter insiste en preguntar por sus hijos. Ella le responde que los niños fueron al bosque. Repentinamente asustado, Peter le cuenta que allí es donde mora la malvada Bruja del Pan de Jengibre, la bruja del mordisco, que engaña a los chicos con tortas y dulces, los empuja en su horno, y los convierte en pan de jengibre para luego comérselos. Los padres corren precipitadamente al bosque en busca de sus hijos.

### Acto II
En el bosque al atardecer
Humperdinck escribió música para conectar los actos I y II, pero con frecuencia se presentan juntos, sin intermedio.

#### Escena 1
Gretel teje una corona de flores mientras canta. Hansel busca frutillas. Cuando Gretel termina su corona, Hansel ha finalizado de llenar su cesta. Gretel trata de ponerle la corona a su hermano, pero él, diciendo que los varones no juegan con cosas como esas, pone la corona en la cabeza de la niña. Hansel le dice que se ve como la Reina del Bosque, y ella le responde que si es así, él debería conseguirle un bello ramo de flores. Hansel le ofrece las frutillas. Escuchan el sonido de un reloj de cuco y comienzan a comer las frutas. Como el cesto se vacía, empiezan a pelearse por lo que queda, y finalmente, Hansel toma la cesta y engulle de una vez todo su contenido. Gretel le regaña y le dice que su mamá se enojará. Los niños tratan de buscar más frutillas, pero ya está demasiado oscuro para ver, incluso no logran encontrar el camino de regreso. Cuando el bosque comienza a oscurecerse, Hansel y Gretel se atemorizan y creen ver que alguna cosa mala se les acerca. Hansel pregunta: "¿quién está ahí?" y un coro de ecos le responde: "¡él está ahí!" Gretel dice: "¿hay alguien ahí?" y los ecos repiten, "¡ahí!" Hansel trata de confortar a Gretel, pero cuando un hombrecito sale del bosque, ella grita asustada.

#### Escena 2
El Duende de Arena, al salir del bosque, dice a los niños que él los ama cariñosamente y que los va a hacer dormir. Pone granos de arena en sus ojos y los niños apenas pueden mantener sus ojos abiertos. Cuando el duende se marcha, Gretel recuerda a Hansel que deben rezar su oración vespertina, y tras orar, quedan dormidos en el suelo del bosque.

#### Escena 3
Catorce ángeles salen y se colocan alrededor de los niños para protegerlos mientras duermen. Se presentan con un regalo. El bosque se llena de una luz intensa mientras que cae el telón.

### Acto III
En el bosque

#### Escena 1
El Duende de Rocío llega para despertar a los chicos. Los rocía con sus gotitas, cantando lo hermoso que es estar vivo en la mañana circundado con la belleza del bosque, y deja a los niños desperezándose. Gretel se despierta primero, y levanta al dormilón Hansel. Se cuentan sus sueños mutuamente: unos ángeles los protegían mientras dormían.

#### Escena 2
De repente, ven ante ellos una enorme casa de pan de jengibre. A la izquierda tiene un horno, a la derecha una jaula, y alrededor hay una cerca de niños hechos de pan de jengibre. Incapaces de resistir la tentación, toman un trozo de la casa y comienzan a mordisquearlo.

#### Escena 3
Cuando los niños mordisquean, una voz se escucha: "¡Muerde, muerde, pequeño ratón! ¿Quién mordisquea mi pequeña casa?" Hansel y Gretel deciden que se debe tratar del viento y continúan comiendo la casa. Cuando Hansel parte otro trozo de la casa, vuelve a oírse: "¡Muerde, muerde, pequeño ratón! ¿Quién mordisquea mi pequeña casa?" Los niños ignoran de nuevo la voz y continúan comiendo. La Bruja sale de la casa y atrapa a Hansel con una cuerda. Cuando el niño intenta escapar, la Bruja le explica que ella es Rosine Leckermaul (literalmente, "Rosina-Diente-Dulce"), y que nada le gusta tanto como dar dulces a los niños. Hansel y Gretel sospechan de la bruja, entonces Hansel se libera de la soga, y junto con Gretel, sale corriendo.
La Bruja saca su varita y grita: "¡Alto!" Hansel y Gretel quedan congelados en donde estaban. La Bruja mete a Hansel en la jaula y, tras invocar su varita, deja inmovilizada a Gretel. Luego entra en la casa para traer las pasas y almendras con las que engordará a Hansel. Él susurra a Gretel que finja obedecer a la bruja. Ésta regresa, y sacudiendo su varita, dice: "¡Hocus pocus, varita milenaria! ¡Aflójense músculos tiesos!" Gretel comienza a moverse y la bruja la fuerza a bailar, y luego le dice que entre a la casa y ponga la mesa. Hansel, que finge estar dormido, oye como la Bruja, sobreexcitada, describe como planea cocinar y comerse a Gretel.
La Bruja despierta a Hansel y hace que él le muestre un dedo. En su lugar, él pone un hueso, y la Bruja lo toca. Decepcionada porque esté tan flaco, la Bruja le pide a Gretel que le traiga más pasas y almendras. Mientras la bruja intenta alimentar a Hansel, Gretel le roba la varita de su bolsillo. Agitándola hacia su hermano, Gretel susurra, "¡Hocus pocus, varita milenaria! ¡Aflójense músculos tiesos!" e inmediatamente Hansel descubre que puede moverse libremente otra vez.
La Bruja dice Gretel que se asome y mire dentro del horno para ver si se hace el pan de jengibre. Hansel, en voz baja, le dice a su hermana que tenga cuidado. Gretel finge que no sabe lo que la bruja pretende. La Bruja le dice que se levante un poco y doble su cabeza hacia adelante. Gretel le responde que no entiende lo que tiene que hacer, y le pide a la Bruja que se lo demuestre. La Bruja, enojada, abre el horno y se inclina hacia delante. Hansel escapa de la jaula y junto con Gretel, empujan a la bruja al horno. Bailan. El horno comienza a crujir, las llamas cada vez son más grandes, y finalmente, con un estruendo, el horno explota.

#### Escena 4
Alrededor de Hansel y de Gretel, los niños de pan de jengibre se han tornado nuevamente seres humanos. Están como dormidos, sin poderse mover. Le piden a Hansel y Gretel que los toquen. Hansel tiene miedo, pero Gretel roza ligeramente a uno en la mejilla, y despierta, pero no puede moverse aún. Hansel y Gretel tocan a todos los niños, y Hansel, agitando la varita, dice: "¡Hocus pocus, varita milenaria! ¡Aflójense músculos tiesos!", liberándolos del encanto.

#### Escena 5
Nuestros protagonistas oyen a su Padre, que los llama, en la distancia. Peter y Gertrude llegan y los abrazan. Mientras tanto, los otros niños sacan de las ruinas del horno a la bruja, que se ha convertido en pan de jengibre. El padre reúne a su alrededor a todos los niños y les explica que ese es el castigo del cielo para las maldades, recordándoles: "Cuando la necesidad es grande, Dios extiende su mano".

## Instrumentación
La partitura está escrita para una orquesta formada por:
- Viento madera: 1 flautín, 2 flautas, 2 oboes (el segundo doblando al corno inglés), 2 clarinetes en la y si bemol (el segundo doblando al clarinete bajo en si bemol), 2 fagotes.
- Viento metal: 4 trompas en fa, mi, mi bemol y re, 2 trompetas en Do, Re, Mi, Fa, La y Si bemol, 3 trombones, 1 tuba.
- Percusión: timbales, bombo, caja, platillos, triángulo, gong, castañuelas, campanas, glockenspiel, xilófono, cuco, máquina de truenos.
- Cuerda: arpa y una sección de cuerdas con violines I y II, violas, violonchelos y contrabajos.

## Discografía selecta
Se trata de una ópera muy afortunada en grabaciones, donde han coincidido grandes nombres de la lírica, incluso para los personajes más breves (por ejemplo, Kiri Te Kanawa y Lucia Popp cantan el Duende de Arena en dos registros)
- 1953 – Elisabeth Grümmer, Elisabeth Schwarzkopf, Else Schürhof, Maria Ilosvay, Josef Metternich; dir. Herbert von Karajan (EMI).[12]

- 1964 – Irmgard Seefried, Anneliese Rothenberger, Elisabeth Höngen, Grace Hoffmann, Walter Berry; dir. André Cluytens (EMI).

- 1999 – Anna Moffo, Helen Donath, Christa Ludwig, Charlotte Berhold, Dietrich Fischer-Dieskau, Lucia Popp, Arleen Augér; dir. Kurt Eichhorn (RCA, remasterizado).

- 2005 – Frederica von Stade, Ileana Cotrubaş, Elisabeth Söderström, Christa Ludwig, Siegmund Niemsgern, Kiri Te Kanawa; dir. John Pritchard (Sony, remasterizado).

- 1978 – Brigitte Fassbaender, Lucia Popp, Any Schlemm, Julia Hamari, Walter Berry; dir. Georg Solti (Decca).

- 1981 – Brigitte Fassbaender, Edita Gruberová, Sena Jurinac, Helga Dernesch, Hermann Prey; dir. Georg Solti (DG) DVD.

- 1993 – Ann Murray, Edita Gruberová, Christa Ludwig, Gwyneth Jones, Franz Grunheber; dir. Colin Davis (Philips).

- 1990 – Anne Sofie von Otter, Barbara Bonney, Marjana Lipovsek, Hanna Schwarz, Andreas Schmidt; dir. Jeffrey Tate (EMI).

- 1994 – Jennifer Larmore, Ruth Ziesak, Hanna Schwarz, Hildegard Behrens, Bernd Weikl; dir. Donald Runnicles (Teldec).

- – Cristine Schäfer, Alice Coote, Rosalind Plowright, Alan Held, Philip Landgridge; dir. Vladímir Yúrovski (DVD en inglés Metropolitan Opera de Nueva York).